# Castanheira (Mogadouro)
Castanheira é uma povoação portuguesa do Município de Mogadouro que foi sede da extinta Freguesia de Castanheira, freguesia que tinha 14,31 km² de área e 77 habitantes (2011), e, por isso, uma densidade populacional de 5,4 hab/km².
A Freguesia de Castanheira foi extinta (agregada) pela reorganização administrativa de 2012/2013, tendo o seu território sido agreegado ao das Freguesias de Brunhozinho e de Sanhoane para criar a Freguesia de Brunhozinho, Castanheira e Sanhoane.

## População
| Totais e grupos etários | Totais e grupos etários | Totais e grupos etários | Totais e grupos etários | Totais e grupos etários | Totais e grupos etários | Totais e grupos etários | Totais e grupos etários | Totais e grupos etários | Totais e grupos etários | Totais e grupos etários | Totais e grupos etários | Totais e grupos etários | Totais e grupos etários | Totais e grupos etários | Totais e grupos etários |
| ----------------------- | ----------------------- | ----------------------- | ----------------------- | ----------------------- | ----------------------- | ----------------------- | ----------------------- | ----------------------- | ----------------------- | ----------------------- | ----------------------- | ----------------------- | ----------------------- | ----------------------- | ----------------------- |
|                         | 1864                    | 1878                    | 1890                    | 1900                    | 1911                    | 1920                    | 1930                    | 1940                    | 1950                    | 1960                    | 1970                    | 1981                    | 1991                    | 2001                    | 2011                    |
|                         | 226                     | 224                     | 227                     | 221                     | 241                     | 224                     | 221                     | 254                     | 219                     | 203                     | 175                     | 178                     | 136                     | 102                     | 77                      |
| i)                      |                         |                         |                         |                         |                         |                         |                         |                         |                         |                         |                         |                         |                         | 6                       | 2                       |
| ii)                     |                         |                         |                         |                         |                         |                         |                         |                         |                         |                         |                         |                         |                         | 18                      | 4                       |
| iii)                    |                         |                         |                         |                         |                         |                         |                         |                         |                         |                         |                         |                         |                         | 47                      | 39                      |
| iv)                     |                         |                         |                         |                         |                         |                         |                         |                         |                         |                         |                         |                         |                         | 31                      | 32                      |

```
i)
 0 aos 14 anos;
 ii)
 15 aos 24 anos; 
iii)
 25 aos 64 anos; 
iv)
 65 e mais anos
```

## Geografia
É na Castanheira onde se situa o ponto mais elevado do Município de Mogadouro com 998 metros.

## História
Até ao século XIX, Sanhoane pertenceu ao Concelho de Penas Roias. Para além de Castanheira, também faziam parte as aldeias de Sanhoane (Mogadouro), São Martinho do Peso, Macedo do Peso, Peso, Vilariça, Variz, Viduedo e Sampaio. Em 1801 o concelho tinha 1560 habitantes.